# Spilopera chosenibia
Spilopera chosenibia là một loài bướm đêm trong họ Geometridae.